# Unraveled
Unraveled is een mini-muziekalbum van de Amerikaanse multi-instrumentalist Kit Watkins. Het album bevat muziek zoals Maurice Ravel die gecomponeerd zou kunnen hebben; unraveled staat voor het uitpluizen van de muziek van Ravel, dat zowel musicus en luisteraar moesten doen. Ravel is de lievelingscomponist van Watkins. Het album kwam uit als een protest tegen de aanloop van de invasie van Irak door de V.S. Watkins vraagt zich af wie nu de echte dictator was: (citaat):
- It became apparent that, after the catastrophe,
- The king could use this event to his advantage.

## Musici
- Kit Watkins – alle instrumenten waaronder synthesizers, dwarsfluit, sopraansaxofoon en percussie.

## Composities
1. L’Océan (10:14)
2. Au Bois Dormant (10:01)
3. Le petit wave (9 :56)